# Homostola
Homostola is een geslacht van spinnen uit de familie Cyrtaucheniidae.

## Soorten
Het geslacht kent de volgende soorten:
- Homostola abernethyi (Purcell, 1903)
- Homostola pardalina (Hewitt, 1913)
- Homostola reticulata (Purcell, 1902)
- Homostola vulpecula Simon, 1892
- Homostola zebrina Purcell, 1902